# Prescaler
Prescaler er et engelsk udtryk, der også benyttes af danskere inden for elektronikbranchen, for en elektronisk komponent, der deler en frekvens med et heltal, for eksempel 10 eller 100, hvor frekvensnøjagtigheden følger med.